# トヨタ・クレスタ
クレスタ（CRESTA）は、トヨタ自動車で1980年から2001年まで生産されていた中型高級乗用車。マークIIとチェイサーの姉妹車である。

## 概要
初代はマークII/チェイサーと同じ4ドアピラードハードトップとして登場したが、2代目以降は上記2車とは異なりサッシュドアの4ドアセダンとなった。
ボディやエンジンは基本的にマークII/チェイサーと共通で、ターボエンジン搭載車にも5速MTが設定されていたものの、最終世代のX100系のルラーンGではATのみの設定となった。グレード名はラグジュアリーグレードが「スーパールーセント」（Super Lucent ）、「エクシード」（Exceed）、スポーティーグレードは50・60系が「スーパーツーリング」（Super Touring）、70・80系は「GT」、90系は「ツアラー」（TOURER）、最終モデルの100系は「ルラーン」（Roulant）と何度も変更された。
ハイソカーブームの波に乗り、マークIIとともに高級車として人気を博した一方、初代ソアラと同様に暴走族にも好まれた。FRハイパワーターボということでJZX81系以降は特にドリ車として現在でもチューニングカー愛好者に人気が高い。
取扱店はビスタ店だったが、沖縄県にはビスタ店がなかったため沖縄トヨタにて取り扱っていた。

## 初代 X50/60系（1980年 - 1984年）
1980年4月に登場。同時に新設されたトヨタビスタ店の最上級車種であった。角目4灯ヘッドライトやスクエア・カットのテールライトを持ち、当時としてはスタイリッシュな4ドアピラードハードトップとして登場した。マークII/チェイサーの実質的な姉妹車ではあったが、クレスタはドアパネルを共用するのみで、他の姉妹車よりも高級なイメージを持っていた。半年後の同年10月にマークII/チェイサーも初代クレスタに追従するフルモデルチェンジを受け、マークII3兄弟が誕生することになる。
エンジンは従来のM系に代わる新開発の2.0L直列6気筒1G-EU型（SOHC12バルブ）を初めて搭載した。グレード名は、6気筒エンジン搭載最上位グレードは後年までクレスタを代表するグレード名となった「スーパールーセント」（Super Lucent）、6気筒エンジン搭載スポーティーグレードが「スーパーツーリング」（Super Touring）、6気筒エンジン搭載普及グレードが「スーパーデラックス」（Super Deluxe）、4気筒エンジン搭載上位グレードが「スーパーカスタム」（Super Custom）、4気筒エンジン搭載普及グレードが「カスタム」（Custom）であった（4気筒エンジンは全て1.8Lの13T-U型OHV）。
上級グレードに設定されたイメージカラーのツートーンカラーが絶大な人気を得て若い世代の高級車指向を一気に推し進める結果となった。
CM出演者は山崎努（3代目まで続投）。
- 1981年4月‐一部変更。スーパールーセントのフロントウィンドウをテインテッド（上部ぼかし入り）合わせガラスへ変更すると共に、カラードウレタンバンパー装着車を一部ボディカラーへ設定し装備を拡充。また、スーパールーセント・スーパーツーリングの4速ATに2ウェイロックアップ機能を追加。ボディカラーを一部変更するなど、ラインナップの充実が図られた。

- 1981年10月 - 2.0L SOHCターボ（M-TEU型）搭載車を発売。マニュアルトランスミッションとの相性が悪かったために、オートマチックのみの設定であった。また、スーパールーセントターボ専用装備としてブロンズガラスを新たに設定。
- 1982年8月 - マイナーチェンジでX60系となる。なお、X50系とX60系の型式の違いはホイールベース変更によるものである。角目4灯のヘッドライトはフォグランプ内蔵の異型2灯に変更。これに伴い2.0L・1G-GEU型エンジン（160PSツインカム24）搭載車を追加（発売当初は5速MTのみの設定）。同時に1.8Lの4気筒エンジンがこれまでの13T-U型から小型・軽量設計の1S-U型SOHCエンジンに差し替えとなる。同時にAT車には足踏み式パーキングブレーキを採用（初代前期と4・5代目のスポーツグレード及び廉価グレードはAT車でもセンターレバー式パーキングブレーキ）。
- 1983年2月 - 1G-GEU型エンジン搭載車に電子制御オートマチック（ECT）を設定。
  - 8月 - 2.2L 4気筒L型SOHCディーゼルエンジン搭載車追加。
- 1984年1月 - ドアミラーを設定。

販売終了前月までの新車登録台数の累計は22万7247台。

## 2代目 X70系（1984年 - 1988年）
1984年8月に登場。この代からサッシュドアを採用したセダンとなった。6ライトウインドウを採用している姉妹車のマークIIセダンとは対照的に、クレスタは4ライトの端正なスタイルを持つ。セダンではあるが、パッケージング自体は姉妹車のハードトップと共通で、全高も抑えられており、マークIIセダンよりもパーソナル感が強調されている。角型4灯ヘッドライトやスクエア・カットのテールライトなど先代から受け継がれたスマートなイメージを残しつつ、より豪華な内外装となった。姉妹車であるマークIIとともにハイソカーブームに乗り、当のトヨタが驚くほど先代以上に大ヒットを記録している。中古車市場では同年式のマークIIよりも高い値で売られていたこともあった。
米国で販売されていたMX73系クレシーダ（マークIIセダンの輸出仕様）のフロントマスクは、GX71系クレスタのフロントマスクに角型2灯ヘッドライトを組み合わせたものだった。マークIIセダン、ワゴン及びバンとフロント周りに部分互換性があり、フェンダーやバンパーは共通部品で、マークIIワゴンにクレスタのライト類を移植するといった改造も行われている。
- 1985年4月 - スーパーカスタム/スーパーDXにカラードバンパーを装備すると同時に特別限定車の「エクシード」を発売（以後クレスタの特別仕様車として度々発売される）。
  - 10月 - マークII/チェイサーとともにツインカムツインターボエンジン（1G-GTE）搭載の「GTツインターボ」（GT TWINTURBO）が追加される。これと入れ替わりにSOHCターボエンジン（M-TEU）車は廃止。また同時に電動格納ドアミラーを上級グレードに装備すると共に、従来スーパールーセントのみに設定されていたフロントウィンドウの合わせガラスが全車に装着される。
- 1986年8月 - マイナーチェンジ。外装の変更と装備の充実が図られた。ヘッドランプは別体型4灯式から異型4灯式に変更されフロントバンパーにフォグランプが内蔵される。
- 1987年9月 - 一部変更で駐車灯が廃止。

販売終了前月までの新車登録台数の累計は31万1583台。

## 3代目 X80系（1988年 - 1992年）
1988年8月に登場。この代から4気筒、6気筒に関わらずガソリンエンジン搭載車が全てDOHC化（ハイメカツインカムを含む）されプレスドアが採用されるとともに丸みを帯びたデザインとなり、数々の豪華装備やエレクトロニクス技術も満載された。また、最上級グレードとして、スーパーチャージャーエンジン（1G-GZE）搭載の「スーパールーセントG」（Super Lucent G）が新たに設定された。バブル景気ということもあってか、それまでの初代や2代目を上回る大ヒットを見せ、マークIIとチェイサーを含めた販売台数は歴代1位を記録している。
自動車教習所の教習車でもマークIIセダン/チェイサーと併せて多く投入されていた。
- 1989年1月 - 4気筒エンジン車、ディーゼルターボエンジン車にスーパールーセント（1G-FE）と同じ内外装を持つ特別仕様車「スーパーカスタム・エクストラ」を追加（ただしエアコンと後輪独立懸架は非装着）。
  - 8月 - 3.0L （7M-GE）エンジン搭載の「3.0 スーパールーセントG」（3.0 Super Lucent G）が追加される。従来からの4輪ESC（ABS）の他にTRCも標準で装着された。同時にボディカラーに新色追加。
  - 10月 - 特別仕様車「スーパールーセント・エクシード」（Super Lucent EXCEED）発売。
- 1990年4月 - 特別仕様車「10周年記念エクシード」発売。「3.0 スーパールーセントG」のメッシュアルミホイール、パールホワイトのボディカラーなどが追加されたものであった。
  - 7月 - 特別仕様車「10周年記念スーパーカスタムエクストラ」発売。
  - 8月 - マイナーチェンジ。フロントグリル・テールランプ・ホイール（14・16インチ除く）のデザインが変更され、3ナンバー仕様はバンパーが大型化され、フォグランプはプロジェクター化される。マークII/チェイサー同様に2.5L（1JZ-GE・1JZ-GTE）車が追加される。入れ替わりに2.0スーパーチャージャー（1G-GZE）車、2.0ツインターボ（1G-GTE）車は廃止された。最高級グレードのスーパールーセントGはともに自然吸気の2.5Lと3.0Lが搭載され、GTツインターボは2.5Lツインターボ化で280馬力にパワーアップ。
- 1991年5月 - 2.5L DOHC/2.0Lハイメカ搭載の特別仕様車「エクシード（EXCEED）」を設定。ボディカラーは、ホワイトパールマイカ（2.5Lのみ）を採用し、カラードフロントスポイラー（2Lのみ）、カラードドアハンドル、15インチアルミホイール、ワイヤレスドアロックコントロール（2.5Lのみ）などを特別装備する。
  - 12月 - 2.0L ハイメカツインカム搭載の特別仕様車「エクシード（EXCEED）」を設定。ボディカラーは、ホワイトパールマイカを採用し、ワイヤレスドアロックリモートコントロール＆カラードドアハンドル、スーパーラグジュアリー・ファブリックシート、6スピーカーなどを特別装備する。
- 1992年5月 - 特別仕様車「エクシード」、「スーパールーセント スペシャルインテリア仕様」を設定。エクシードは、2.5L DOHC/2Lハイメカ搭載車に、インパネロアファブリック張り（2.5Lのみ）、本革巻きステアリングホイールなど。スーパールーセントスペシャルインテリア仕様は、2Lハイメカ「スーパールーセント」ベースに、ボディーカラーはスーパーホワイトIVを採用し、合成皮巻きステアリングホイール、テレスコピック機能付メモリー付チルトステアリングなどを特別装備する。
- 1992年9月[4] - 生産終了。在庫対応分のみの販売となる。
  - 10月 - 4代目と入れ替わる形で販売終了。販売終了前月までの新車登録台数の累計は35万8186台[5]。
  - 初代から設定があった教習車仕様はこの代が最後になり、以後は80系マークIIセダンの教習車をトヨペット店に加えオート店/ビスタ店でも扱い、1996年1月にはXS10系コンフォートにバトンタッチ。

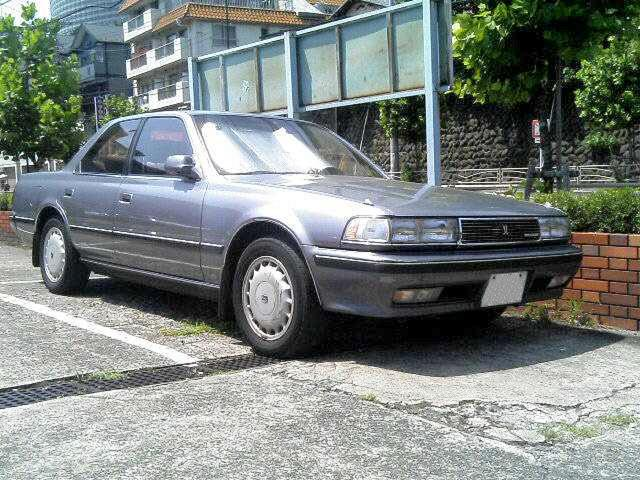
1988年8月発売型 スーパールーセントツインカム24
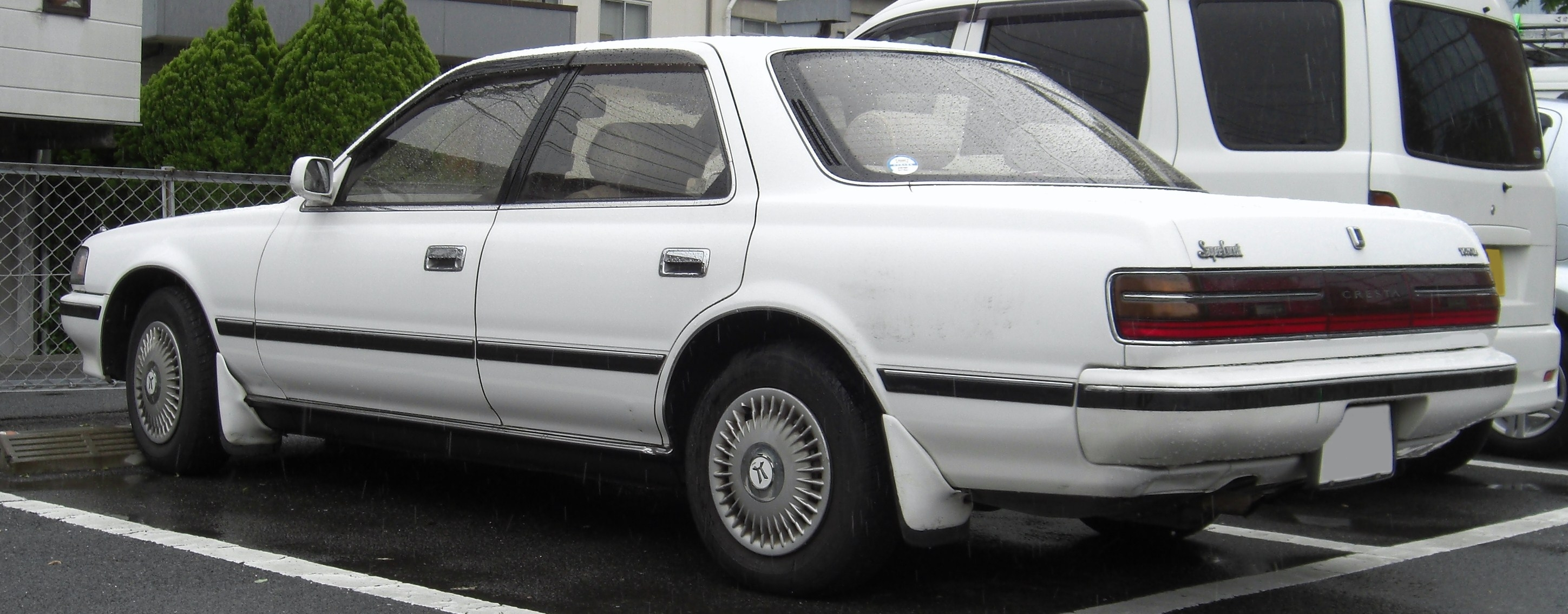
1988年8月発売型 スーパールーセント
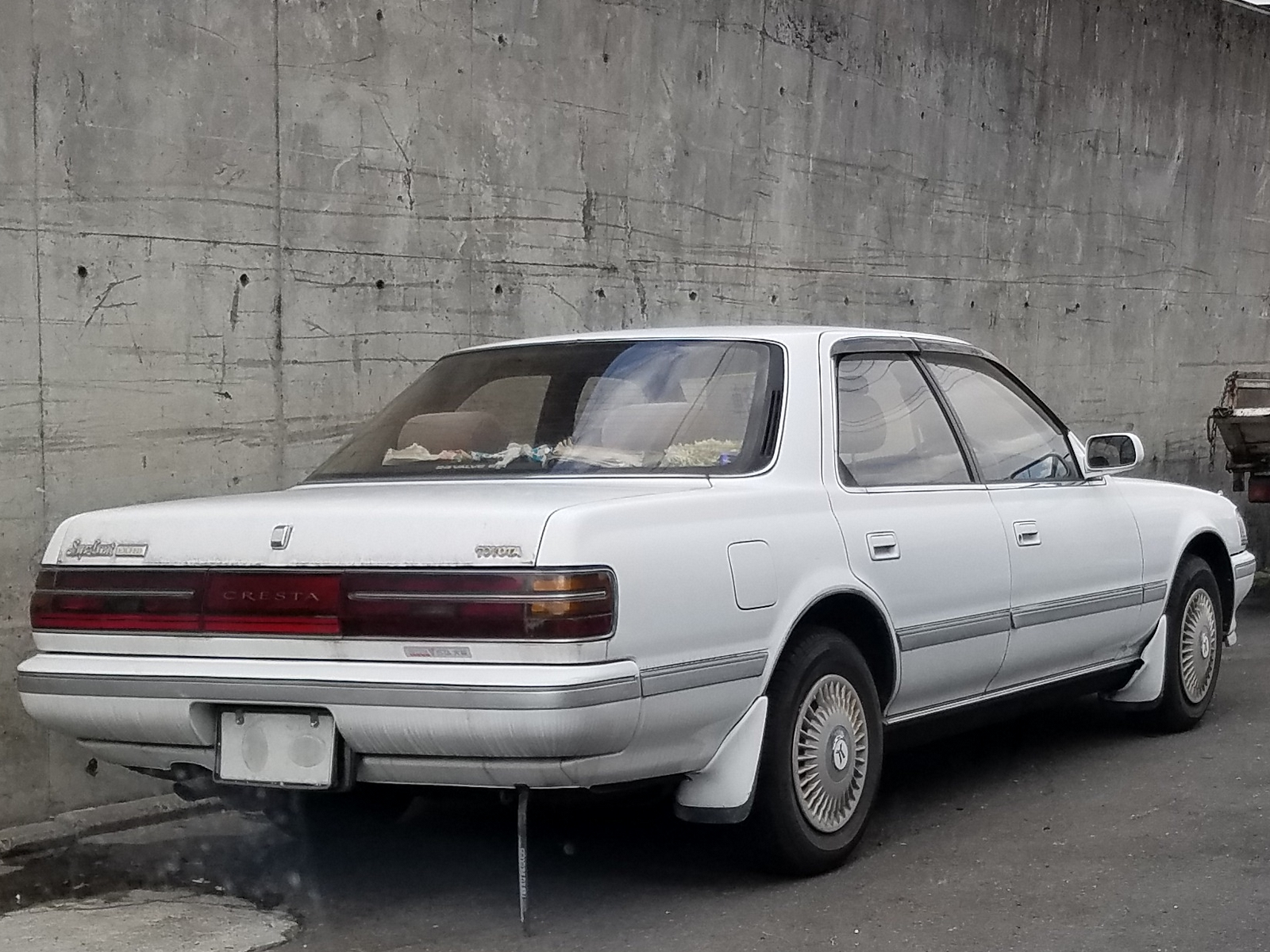
1988年8月販売型 スーパールーセントエクシード 後面
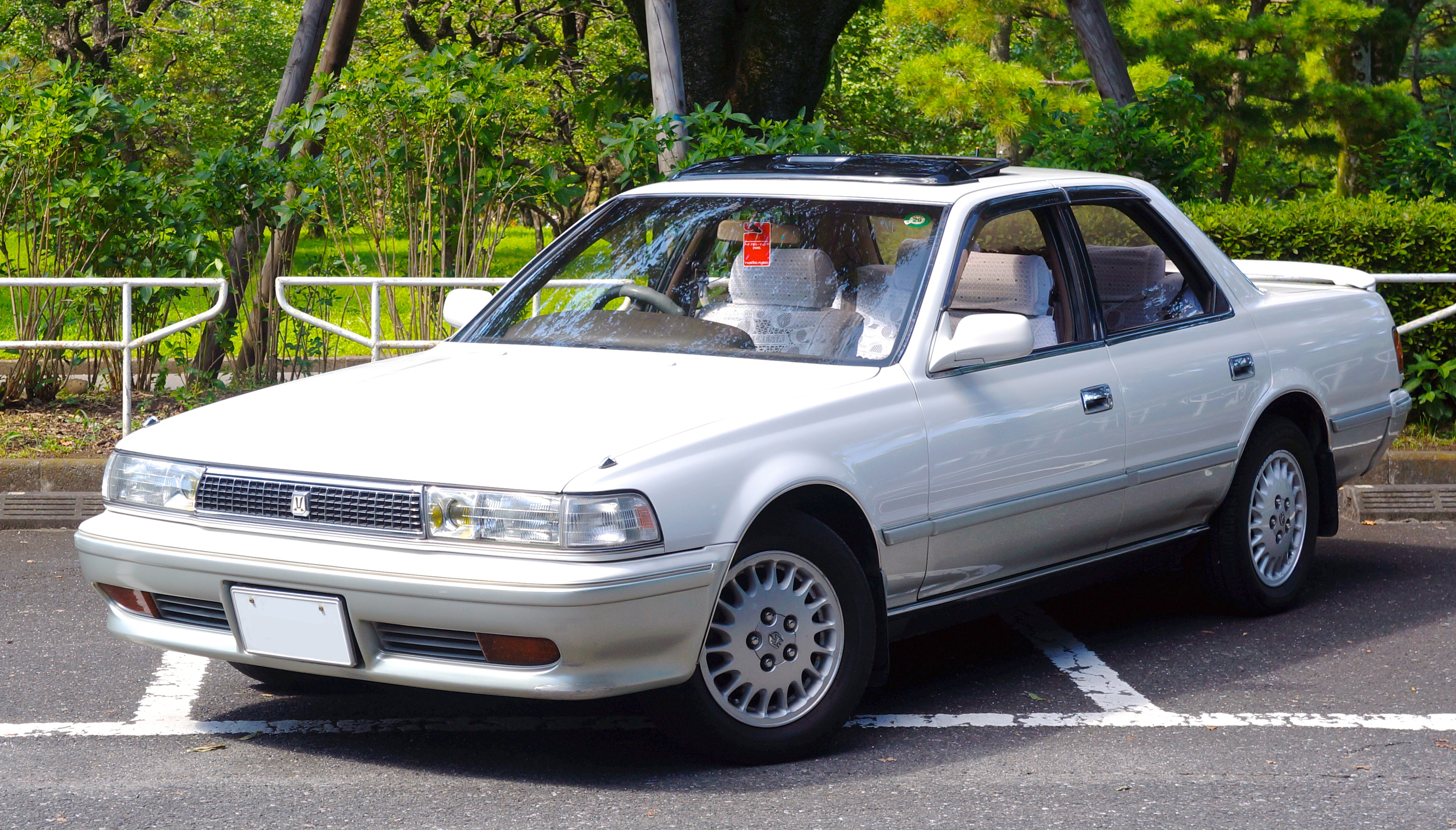
1990年式 トヨタ クレスタ 2.5スーパールーセント
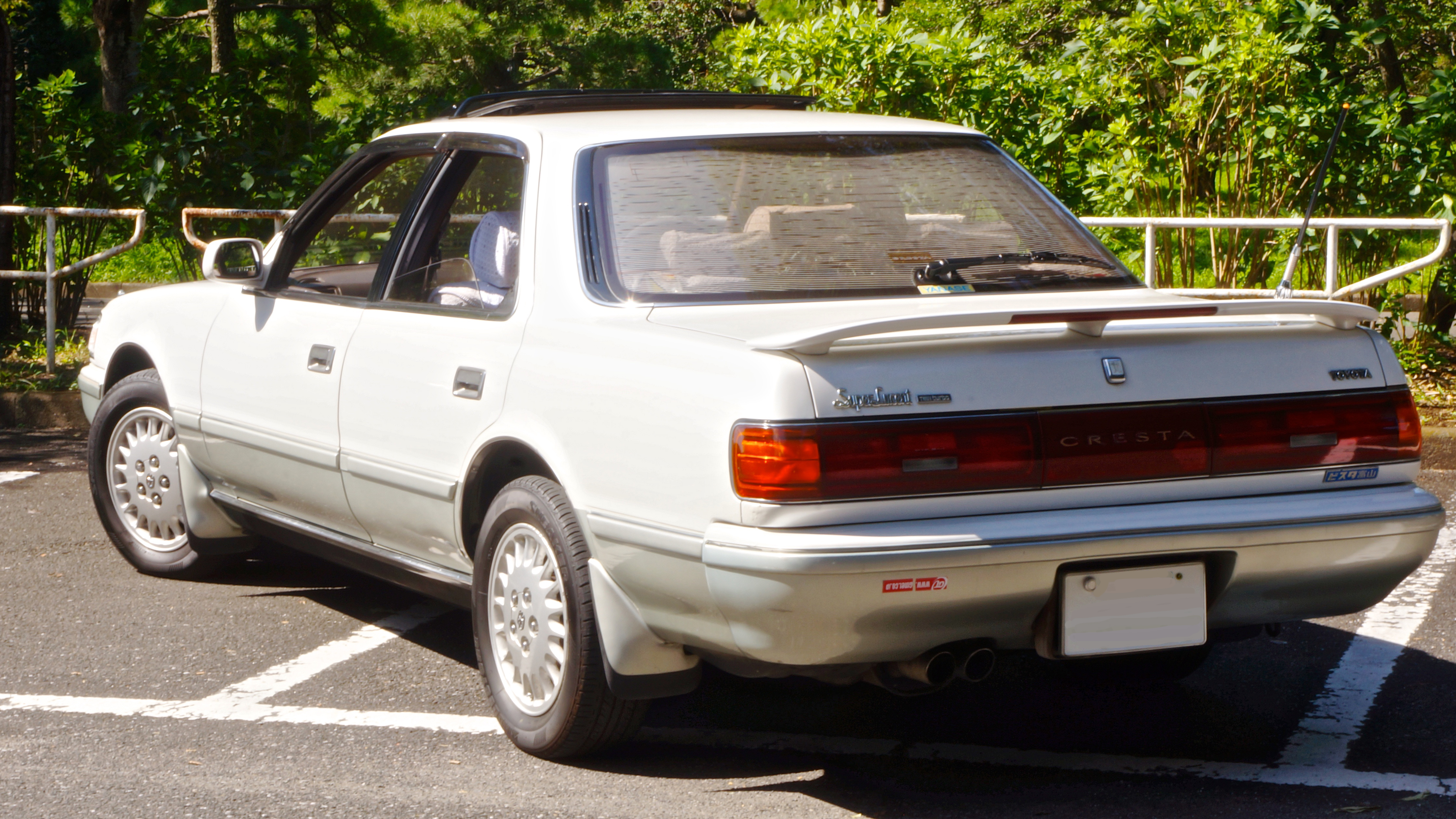
1990年式 トヨタ クレスタ 2.5スーパールーセント 後面

## 4代目 X90系（1992年 - 1996年）
1992年10月に登場。姉妹車のマークII・チェイサーともども、車体が3ナンバーサイズに大型化され、デザインは先代をほぼ踏襲する。
CM出演者は浅井慎平（1992年型）。
エンジンはガソリン車が3.0L 2JZ-GE、2.5L 1JZ-GTEと1JZ-GE、2.0L 1G-FE、1.8L 4S-FE、ディーゼル車が2.4L 2L-TE。
スポーティーグレードは「GTツインターボ」から「ツアラー」（TOURER）へ変更されたが、先代モデル同様過給機はツインターボが用いられている。ターボ付はツアラーV、NA車はツアラーS。ともに1JZの2.5Lエンジン搭載。ターボモデルのMT車の設定は、クレスタのみこの代で最後となる。また、初代からあった6気筒エンジンのスーパーデラックスは、この代よりスーパールーセントに集約された。4気筒エンジン及びディーゼルターボエンジンのグレード名称も、「スーパーカスタム・エクストラ」は「シュフィール」、「スーパーカスタム」は「SC」に変更された。
給油口はこの代より車両左側に変更された。
- 1993年4月 - 特別仕様車
- 1993年10月 - FR駆動の他に、フルタイム4WDモデルの「スーパールーセントGフォー」（Super Lucent G Four）と「スーパールーセントフォー」（Super Lucent Four）が追加された。なおオートマチックのみの設定。 同時に一部改良も実施され、ボディカラーにダークターコイズマイカが追加された他、エレクトロマルチビジョンが2.5スーパールーセントでもオプション装着可能になり、 2.5スーパールーセント、ツアラーV、ツアラーSの木目調パネルがスーパールーセントGと同じツヤありタイプに変更された。
- 1994年4月 - 特別仕様車
- 1994年9月 - マイナーチェンジでフロントグリル・バンパーとテールランプのデザイン変更および装備の見直しがされた。
- 1994年12月 - 特別仕様車として、2.4Lディーゼルターボに「シュフィールサルーン」、2L「スーパールーセントエクシード」を設定。
- 1995年4月 - 特別仕様車
- 1995年9月 - 一部改良で運転席エアバッグを全車標準装備。 ダークターコイズマイカのボディカラーを廃止。 エレクトロマルチビジョンがマルチAVステーションに変更。
- 1995年12月 - 最終特別仕様車
- 1996年8月[6] - 生産終了。在庫対応分のみの販売となる。
- 1996年9月 - 5代目にバトンタッチして販売終了。販売終了前月までの新車登録台数の累計は16万442台[7]。

## 5代目 X100系（1996年 - 2001年）
1996年9月に登場。当時のRVブームに対抗すべく、マークII/チェイサーとともに「セダンイノベーション」のスローガンを掲げ、3兄弟の個性を明確に表現したデザインとなった。
CM出演者は沢田研二、玉置浩二、高橋幸宏の三人（1996年型）。
先代では、3姉妹ともにツアラーシリーズ（ツアラーV・ツアラーS）がスポーティーグレードの名称であった。しかし、この型のクレスタのみ「ルラーン」（Roulant）に名称変更された。前期型のルラーンに設定されてなかった2.0Lエンジン（1G-FE）搭載車は後期型から追加され、このモデルが警察車両に採用された。
ラグジュアリーグレードにおいてもグレード名の変更があり、上級グレードは「エクシード」（Exceed）となった（最上級グレードはエクシードG）。それまでの上級グレードであった「スーパールーセント」は廉価グレードの位置付けになり、4気筒エンジン車はディーゼルエンジン搭載車のみになった。
MTは前期型の2.0スーパールーセントのみ設定、後期型は全車ATの設定となる。1JZ-GTEのターボ車である「ルラーンG」にMTの設定がないことから、一部の走り屋・ドリフト族向けにATからMTへの載せ換え改造がされた個体がある。
ワイド感を強調したマークIIと、スポーティーなイメージのチェイサーに対し、クレスタはプレスドアに端正なグリルと尻下がりのライン等、セダンとしての落ち着きを表現するスタイリングとしている。セダンらしさを表現するために、全高1,420mmとマークII/チェイサーに比べて20mm高くされた。
先代以上に50歳代以上のオーナーを獲得している。
- 1997年8月 - 2Lと2.5Lエンジン搭載車をベースに、アルミホイールや本革巻き操作類を標準装備した「スーパールーセントL」を設定。
- 1998年1月 - 特別仕様車としてクレスタ2.5L+フルタイム4WDモデル「スーパールーセントFour Nパッケージ」を設定。ドアキー連動電気式ドアロック、4スピーカーなどを特別装備する。
- 1998年8月 - マイナーチェンジ。グリルが大型化され、テールランプが横基調に改められた。テールランプにはトランクフィニッシャーが追加された。内装はシートファブリックの柄、ルラーン系のステアリングホイールを4本スポークから3本スポークに変更。2.0L（1G-FE）車にもVVT-iを採用。4WDが2.0Lにも追加された。2.0Lにルラーンが追加され、2.5LのNAのルラーンはグレード名を「ルラーンS」に変更。
- 1998年12月 -2L搭載のFRモデル「エクシード」と4WDモデル「スーパールーセントFour」に、特別仕様車「エクセレントエディション」を設定した。
- 1999年7月 -2Lと2.5Lエンジン搭載車をベースに、アルミホイールや本革巻き操作類を標準装備した「スーパールーセントL」を設定。
- 2000年4月 -特別仕様車「2.0エクシード プレミアムエディション」、「2.5エクシード プレミアムエディション」、「2.0スーパールーセントFour プレミアムエディション」を設定。
- 2000年4月 -特別仕様車「2.0エクシード プレミアムエディションG」、「2.5エクシード プレミアムエディションG」、「2.0スーパールーセントFour プレミアムエディションG」を設定。ディスチャージヘッドランプ&イエローフォグランプ、インダッシュ6連奏CDチェンジャー、本革&木目調4本スポークステアリングホイール、撥水機能付きフロントドアガラス、サイドエアバッグなどが装着される。
- 後の一部改良により、2L-TE（2.4ディーゼルターボ）車廃止と同時に、クレスタ全車のエンジンに、BEAMS VVT-i機構を標準装備。
- 2001年6月[8] ｰ 生産終了。以降は在庫対応のみとなる。
- 2001年7月 - 在庫対応分がすべて完売し販売終了。新車登録台数の累計は9万570台[9]。クレスタは5代21年の歴史に幕を閉じた。後継車はヴェロッサ。

## 車名の由来
スペイン語で「西洋の紋章の頂に輝く飾り」と言う意味からつけられている。クレスト (紋章学)も参照。エンブレムは兜をデフォルメしたものが使われた。